# Privilegio del bianco

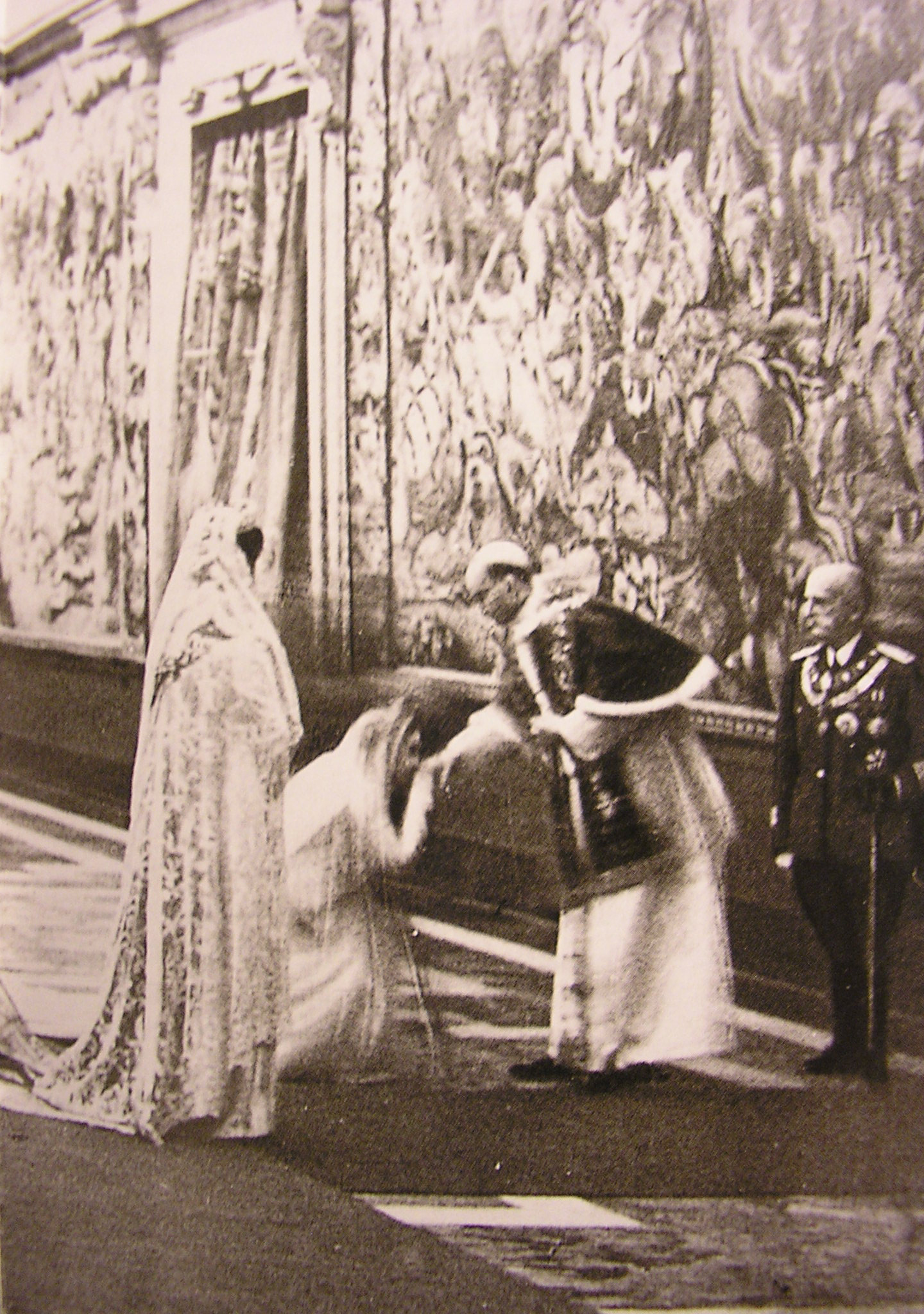
La regina Elena d'Italia e la principessa Maria José, entrambe in abito bianco, durante la visita di Pio XII al Quirinale.

Il privilegio del bianco è una particolare prerogativa concessa a sovrane cattoliche, consorti cattoliche di sovrani cattolici, e principesse di case reali cattoliche, le quali, durante le udienze con il papa, possono indossare un abito bianco in luogo dell'abito nero prescritto dal protocollo cerimoniale, che è però facoltativo dagli anni Ottanta.

## Norme protocollari
Il privilegio del bianco è attualmente concesso alla regina Letizia di Spagna, alla regina Mathilde del Belgio, all’ex regina Sofia di Spagna, all'ex regina Paola del Belgio, alla granduchessa Maria Teresa del Lussemburgo, alla principessa Charlène di Monaco nonché a tutte le principesse di Casa Savoia.
In precedenza esso è stato appannaggio delle regine di Francia (fino alla definitiva abolizione della monarchia nel 1870), di quelle del Portogallo (fino al 1910), delle imperatrici d'Austria (fino al 1918) delle regine d'Italia (fino al 1946). Nonostante siano cattolici anche il regno del Lesotho e il principato del Liechtenstein, il privilegio del bianco non è concesso  alle consorti dei rispettivi capi di stato.
Il protocollo vaticano per le udienze papali prevede, per le donne, maniche lunghe, indumenti formali neri e un velo nero sulla testa. Tuttavia, dagli anni ottanta, le norme riguardanti l'abbigliamento (frac per gli uomini, abito nero e velo per le donne) sono diventate facoltative.
Molti leader di sesso femminile non hanno più indossato l'abito nero durante le udienze papali: nessuna delle due presidenti donna irlandesi, Mary Robinson e Mary McAleese, ha mai indossato l'abito nero durante le udienze con Giovanni Paolo II, mentre l'allora first lady sovietica Raisa Gorbačëva indossò, in udienza, un abito rosso.
Cherie Blair, moglie dell'ex primo ministro del Regno Unito Tony Blair, suscitò diverse polemiche quando indossò un abito di colore bianco durante l'udienza con il papa Benedetto XVI nel 2006.
Rania di Giordania, moglie del re Abd Allah II, si presentò con vestito nero e un velo bianco sulla testa nell'udienza con papa Francesco tenutasi nel 2013.
La regina Elisabetta II del Regno Unito nel corso del suo lungo regno, durante il quale ha incontrato ben sei papi e visitato quattro volte lo Stato Vaticano, ha sempre indossato l'abito nero fino al 2014, quando ha incontrato il pontefice indossando un abito color lilla.
Melania Trump, first lady degli USA, di religione cattolica, ha invece rispettato la tradizione presentandosi all'udienza tenutasi nel 2017 con un vestito nero e un velo di pizzo dello stesso colore sul capo.